# Фрайбурзький театр
47°59′42″ пн. ш. 7°50′43″ сх. д. / 47.99512° пн. ш. 7.84524° сх. д.

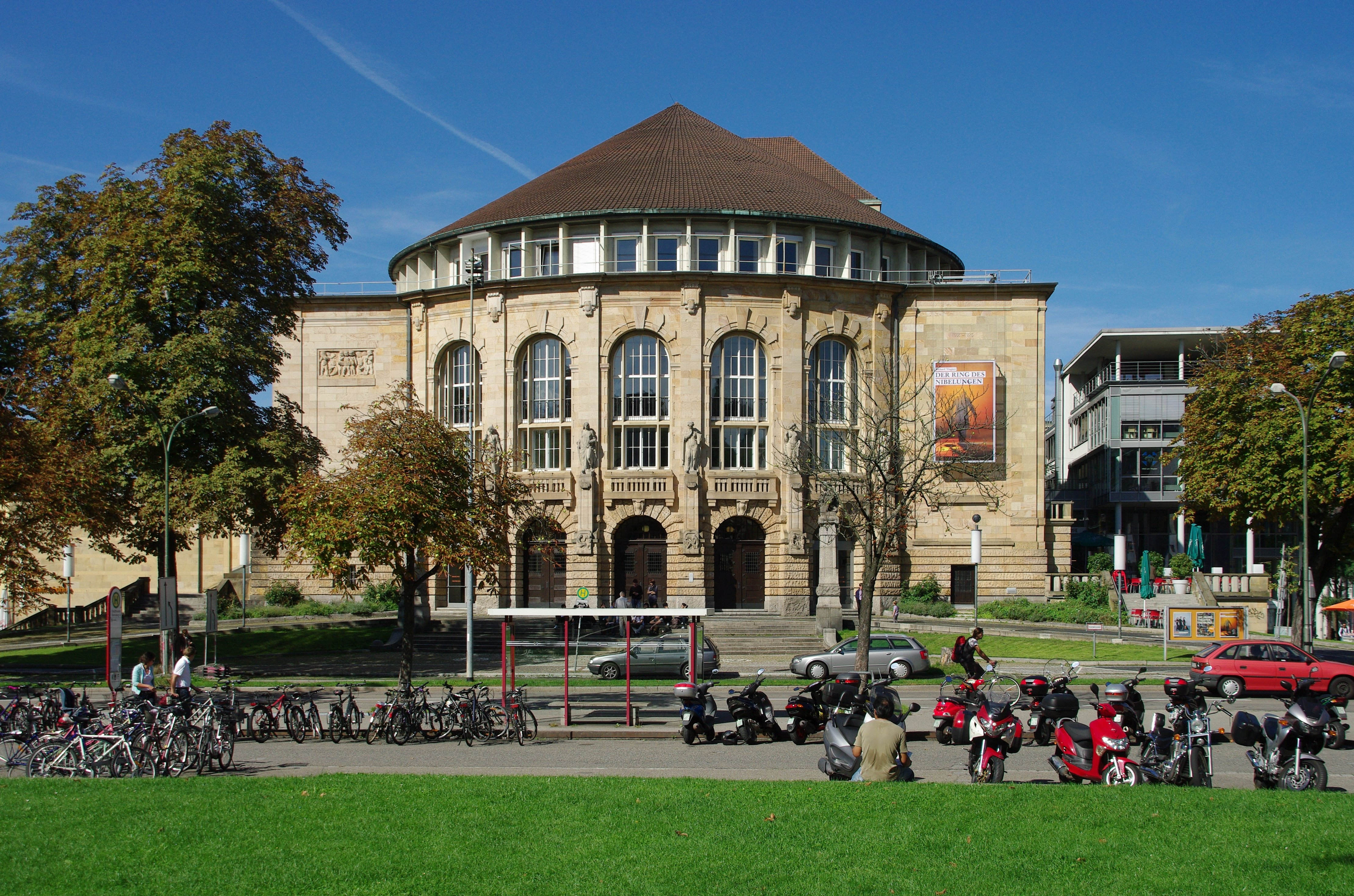
Фрайбурзький театр

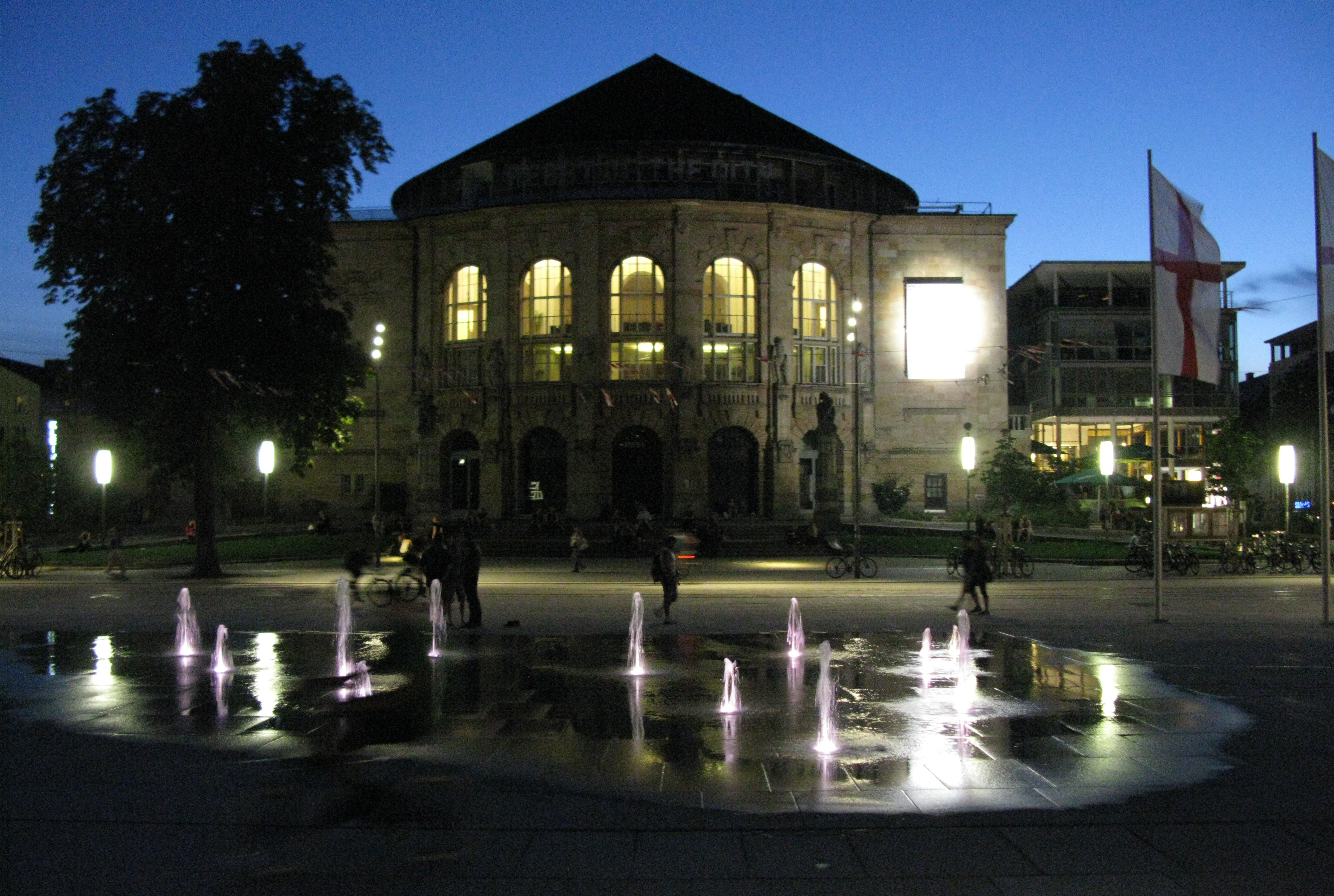
Фрайбурзький театр вночі

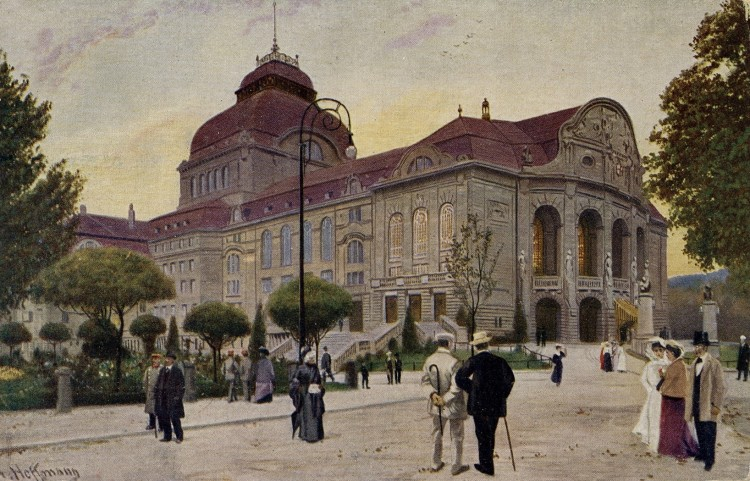
Театр в 1911 році

Фрайбурзький театр (нім. Theater Freiburg) — найстаріший і найбільший театр у місті Фрайбург-ім-Брайсгау, земля Баден-Вюртемберг, Німеччина.
Розташований на околиці Старого міста на розі Бертольдштрассе та синагоги Плац-дер-Альтен. 
Будівля об’єднує під одним дахом чотири майданчики: Головний зал, Малий зал, Камерну сцену та Майстерню. 
У фоє Вінтерер також проводяться авторські читання, такі як «Літера-Тоур», поточні лекційні вечори, такі як цикл «Шкільні мрії» та камерні концерти. 
З вересня 2005 року театр працює як самостійна компанія. 
Річний бюджет фінансується в основному містом і землею Баден-Вюртемберг і становить близько 32 мільйонів євро (станом на 2019 рік). 
Кількість відвідувачів становить близько 190 000 за сезон.

## Історія
До перших десятиліть XIX століття театральні вистави у Фрайбурзі в основному ставилися в Корнгаузі на Мюнстерплац, який згодом виявлявся все більш непридатним для «сучасного» театру. 
Тому вирішили використати костел покинутого августинського монастиря як театр. 
Архітектору Крістофу Арнольду доручили перепланувати будівлю. 
У 1823 році театр відкрито, і актори знову повернулися на сцену. 
У 1866 році «Привілейований театр» передано місту за рішенням земської управи. 
Перший сезон нинішнього Міського театру відкрився Емілією Галотті Лессінга.
Будівництво сучасного театру розпочато в 1905 році під керівництвом Отто Вінтерера, лорда-мера Фрайбурга в той час. Його спроєктував берлінський архітектор Генріх Зелінг в еклектичному стилі, що поєднує в собі необарокову будівлю з елементами декору в стилі модерн, і побудований на місці колишнього бастіону «Дофін», частини міських укріплень Фобана. 

Архітектурні скульптури змоделював з гіпсу Герман Фоєрхан і реалізував у шістьох скульпторах у Фрайбурзі: Юліусом Зайцем, його учнями Луїсом Грангетом, Теодором Генгстом і Августом Мюссле, а також Людвігом Кубанеком і берлінським колегою Альбертом Маєром. 
Будівлю відкрито для публіки 8 жовтня 1910 року виставами «Валленштайн» Фрідріха Шиллера та «Фествізе» з «Нюрнберзьких майстерзінгерів» Ріхарда Вагнера. 

Під час Першої світової війни вистави спочатку скоротили, а 14 вересня 1915 року повністю припинили.
14 квітня 1917 року під час авіанальоту пошкоджено південний фасад театру. 
У січні 1919 року театральні вистави відновилися. 
У 1936 році виставою п'єси Йозефа Марії Лутца Der Brandner Kaspar schaut ins Paradies відкрилася нова сцена «Kammerspiele» (Камерний театр). 
Влітку 1939 року Джозеф Шліппе, голова міського будівельного департаменту, повністю перепланував зал у стилі неокласицизму, характерному для нацистської епохи. 
Більшу частину ліпнини в стилі модерн видалили, так що зал виглядав в абсолютно стриманому стилі.
1 вересня 1944 року Фрайбурзький театр, як і всі німецькі театри, закрили. 
Через кілька місяців, у листопаді 1944 року, Фрайбург зазнав бомбардування, і театр сильно постраждав. 
Вистави відновлено в жовтні 1945 року виставою Натан Мудрий Готхольда Ефраїма Лессінга. 
П'єси йшли в усіх непошкоджених залах у центрі міста та у Віре. 
У 1946 році Камерний театр переїхав на нове місце у Віре. 
Незабаром після Другої світової війни первісну будівлю перебудував мер Гофман. 
За для сприяння швидкої реконструкції театру, мер власноруч влаштував фортепіанні концерти і таким чином зібрав 120 000 німецьких марок на фінансування проєкту.
У грудні 1949 року Головна сцена знову відкрилася виставою «Нюрнберзькі мейстерзінгери» Ріхарда Вагнера. 
Нижні рівні будівлі реконструйовано досить просто, і тепер там розміщувалися два кінотеатри «Камера» (нині «Зимове фоє») і «Курбель» (сьогодні мала сцена) – комерційне використання будівлі мало на меті фінансування подальшої реконструкції. 
Камерний театр у Віре закрито в 1958 році, але Камерний театр відкрився в головному театрі з виставою Макса Фріша «Бідерман і палії».
З першим ремонтом в 1962 році на піддащщі збудували сцену для репетицій. 
При цьому демонтували декоративний фронтон у стилі модерн, який зберігся до того часу. 
У 1970 році камеру перемістили всередину будівлі, а до цього простору додали ще одну сцену, подіум. 
У 1973 році Горст Антес створив настінний розпис емалевою фарбою на металевих панелях, прикріплених до величезного та все ще тимчасового західного фасаду театру. 
Під час реконструкції та модернізації в 1996—1998 рр. Курбель також закрили. 
Згодом у цих приміщеннях встановили Малий зал як сцену для вистав. 
Для цього до західного фронту додано розширення. 
У ході реконструкції мистецький твір Антеша довелося вилучити і нині у складових частинах зберігається. 

Під час реконструкції наприкінці 1990-х років Ешгольцпарк у Фрайбурзі був альтернативним місцем для театру.
У сезоні 2010/11 представлено близько 30 прем'єр. 
Щороку пропонуються сотні вистав.